# Sabrina Windmüller
Sabrina Windmüller (Walenstadt, 13 oktober 1987) is een Zwitserse schansspringster.

## Carrière
Windmüller maakte haar debuut in de Continental Cup in januari 2006 in Toblach, een jaar later scoorde ze in Villach haar eerste punten voor het klassement. In februari 2007 behaalde ze eerste toptienklassering in een Continental Cup wedstrijd.
Op de wereldkampioenschappen schansspringen 2011 in Oslo eindigde de Zwitserse op de vijfentwintigste plaats. Op 7 januari 2012 boekte Windmüller in Hinterzarten, in de tweede wereldbekerwedstrijd ooit, haar eerste wereldbekerzege.

## Resultaten

### Wereldkampioenschappen
| Jaar | Plaats | Resultaten |
| ---- | ------ | ---------- |
| 2011 | Oslo   | 25e HS106  |

### Wereldbeker

#### Eindklasseringen
| Seizoen   | Algm |
| --------- | ---- |
| 2011/2012 | 20e  |
| 2013/2014 | 46e  |
| 2014/2015 | 43e  |
| 2015/2016 | 53e  |

#### Wereldbekerzeges
| Datum          | Plaats       | Schans |
| -------------- | ------------ | ------ |
| 7 januari 2012 | Hinterzarten | HS108  |

### Grand-Prix
Eindklasseringen
| Jaar | Plaats |
| ---- | ------ |
| 2012 | 19e    |

### Continentalcup
De Continentalcup was tot de invoering van de wereldbeker schansspringen in december 2011 het belangrijkste wedstrijdcircuit.

#### Eindklasseringen
| Seizoen   | Algm |
| --------- | ---- |
| 2006/2007 | 34e  |
| 2007/2008 | 44e  |
| 2008/2009 | 22e  |
| 2009/2010 | 19e  |
| 2010/2011 | 34e  |